# Tomopteris danae
Tomopteris danae är en ringmaskart som beskrevs av Minor 1862. Tomopteris danae ingår i släktet Tomopteris och familjen Tomopteridae. Inga underarter finns listade i Catalogue of Life.